# Plourivo
Plourivo (bret. Plourivoù) – miejscowość i gmina we Francji, w regionie Bretania, w departamencie Côtes-d’Armor.
Według danych na rok 1990 gminę zamieszkiwały 1932 osoby, a gęstość zaludnienia wynosiła 68 osób/km² (wśród 1269 gmin Bretanii Plourivo plasuje się na 326. miejscu pod względem liczby ludności, natomiast pod względem powierzchni na miejscu 305.).